# N-propylnitraat
n-propylnitraat is de propylester van salpeterzuur. Het is een heldere tot strogele vloeistof met een ethergeur.

## Synthese
Deze verbinding ontstaat in de nitrering van 1-propanol met salpeterzuur, gewoonlijk in aanwezigheid van zwavelzuur (nitreerzuur).
Een alternatieve synthese bestaat uit de reactie van zilvernitraat met n-propylchloorformiaat, bij vriestemperatuur in acetonitril; daarbij slaat zilverchloride neer en wordt een tussenproduct gevormd, n-propylnitratocarbonaat, dat bij kamertemperatuur ontbindt in n-propylnitraat en koolzuurgas CO2.

## Eigenschappen
n-propylnitraat heeft ongeveer dezelfde dichtheid als water, maar is niet oplosbaar in water.
Het is een licht ontvlambare vloeistof en de damp is zwaarder dan lucht. De dampen vormen met lucht explosieve mengsels. De stof is schokgevoelig en een vat met n-propylnitraat dat per ongeluk valt, kan detoneren. Om dit te vermijden moet er een stabilisator aan toegevoegd worden, dit is een kleine hoeveelheid van een gas als butaan, propaan of chloroform, di-ethylether of dimethylether dat wordt opgelost in n-propylnitraat.
Nitroalkanen zoals n-propylnitraat zijn sterk oxiderende stoffen en kunnen hevig reageren met reducerende verbindingen. Ze vormen explosieve zouten met anorganische basen.

## Toepassing
Propylnitraten, zowel n-propylnitraat als isopropylnitraat, werden vroeger gebruikt als brandstof voor raketten en reactiemotoren.